# Selangor FC II
Kelab Bolasepak Perbadanan Kemajuan Negeri Selangor (Englisch: Selangor State Development Corporation Football Club), oder einfach PKNS FC, ist ein Fußballverein aus Petaling Jaya. Aktuell spielt die Fußballmannschaft in der höchsten Liga des Landes, der Malaysian Super League. Die Mannschaft ist auch unter dem Namen The Red Ants (Semut Merah) bekannt.

## Erfolge
- Malaysia Premier League

2011 – 1. Platz
2016 – 2. Platz
- Malaysia FAM League

1978, 1979, 2003 – 1. Platz
- Malaysia FA Cup

2016 – 2. Platz

## Stadion
Der Verein trägt seine Heimspiele im Shah Alam Stadium in Shah Alam, die Hauptstadt des Bundesstaates Selangor, aus. Das Stadion hat ein Fassungsvermögen von 80.372 Personen. Eigentümer des Stadions ist das State Government of Selangor. Betrieben wird die Sportstätte vom Darul Ehsan Facilities Management Sdn. Bhd.

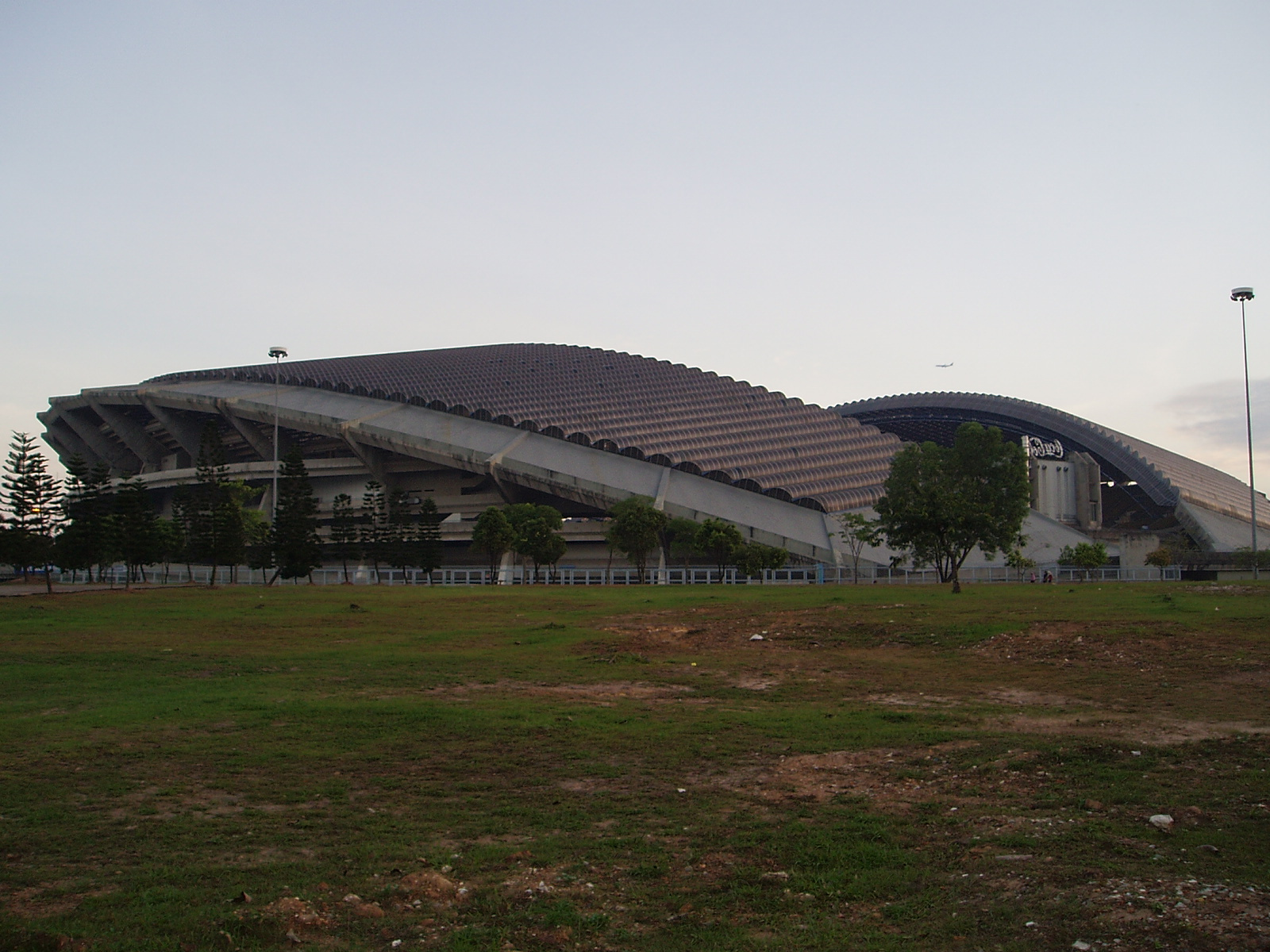
Shah Alam Stadium

| Koordinaten                     |
| ------------------------------- |
| 3° 4′ 56,1″ N, 101° 32′ 41,8″ O |

## Spieler
Stand: 22. Februar 2019
| Nr. |             | Position | Name                        |
| --- | ----------- | -------- | --------------------------- |
| 1   | Malaysia    | TW       | Zarif Irfan Hashimuddin     |
| 3   | Malaysia    | AB       | Rodney Celvin Akwensivie    |
| 4   | Kirgisistan | AB       | Tamirlan Kozubaev           |
| 5   | Malaysia    | AB       | Nik Shahrul Azim Halim      |
| 6   | Malaysia    | AB       | Nicholas Swirad             |
| 7   | Malaysia    | MF       | Gurusamy Govandar Kandasamy |
| 8   | Malaysia    | MF       | Tommy Mawat Bada            |
| 9   | Liberia     | ST       | Kpah Sherman                |
| 10  | Kolumbien   | MF       | Romel Morales               |
| 11  | Malaysia    | ST       | Jafri Firdaus Chew          |
| 12  | Malaysia    | AB       | Qayyum Marjoni Sabil        |
| 13  | Malaysia    | MF       | Surendran Ravindran         |

| Nr. |             | Position | Name                                          |
| --- | ----------- | -------- | --------------------------------------------- |
| 14  | Malaysia    | MF       | Akram Mahinan                                 |
| 15  | Malaysia    | AB       | Gunalan Padathan                              |
| 16  | Malaysia    | ST       | Faizat Ghazli                                 |
| 17  | Malaysia    | AB       | Kannan Kalaiselvan (ausgeliehen von Selangor) |
| 18  | Malaysia    | MF       | Mahali Jasuli                                 |
| 20  | Argentinien | MF       | Gabriel Miguel Guerra                         |
| 21  | Malaysia    | TW       | Farhan Abu Bakar (ausgeliehen von Kedah)      |
| 22  | Malaysia    | TW       | Tauffiq Ar Rasyid Johar                       |
| 23  | Malaysia    | MF       | Alif Haikal Sabri                             |
| 25  | Malaysia    | AB       | Shahrom Kalam                                 |
| 27  | Malaysia    | AB       | Ariff Farhan Isa                              |
| 29  | Thailand    | ST       | Kittiphong Pluemjai                           |

## Trainer seit 2003
| Name                    | Zeit bei PKNS FC  | Zeit bei PKNS FC  |
| Name                    | von               | bis               |
| ----------------------- | ----------------- | ----------------- |
| Mohd. Zaki Sheikh Ahmad | 2003              | 2008              |
| Ismail Ibrahim          | 2006              | 2008              |
| K. Gunalan              | 2008              |                   |
| Abdul Rahman Ibrahim    | 2009              | 2013              |
| Wan Jamak Wan Hassan    | 2014              |                   |
| E. Elavarasan           | 2015              | 7. Juli 2017      |
| Adam Abdullah           | 8. Juli 2017      | 16. Juli 2017     |
| Sven Gartung            | 17. Juli 2017     | 21. November 2017 |
| K. Rajagopal            | 22. November 2017 | heute             |

## Manager seit 2003
| Name                          | Zeit bei PKNS FC | Zeit bei PKNS FC |
| Name                          | von              | bis              |
| ----------------------------- | ---------------- | ---------------- |
| Azmi Adnan                    | 2003             | 2006             |
| Yaacob Jailani                | 2007             | 2012             |
| Azmi Adnan                    | 2013             |                  |
| Mahfizul Rusydin Abdul Rashid | 2014             | heute            |

## Beste Torschützen seit 2010
| Saison | Name                         | Tore |
| ------ | ---------------------------- | ---- |
| 2010   | Zamri Hassan                 | 20   |
| 2011   | Khairul Akhyar               | 11   |
| 2012   | Michaël Niçoise              | 7    |
| 2013   | Patrick Wleh                 | 14   |
| 2014   | Patrick Wleh                 | 4    |
| 2015   | Gabriel Guerra               | 16   |
| 2016   | Gabriel Guerra Juan Cobelli  | 15   |
| 2017   | Patrick Wleh                 | 8    |
| 2018   | Bruno Matos Rafael Ramazotti | 7    |
| 2019   |                              |      |

## Ausrüster und Sponsoren
| Jahr          | Ausrüster | Hauptsponsor |
| ------------- | --------- | ------------ |
| 2005 bis 2007 | Adidas    | TM Net       |
| 2009          | Nike      | Streamyx     |
| 2011          | Kappa     | PKNS         |
| 2012 bis 2014 | Lotto     | PKNS         |
| 2015 bis 2019 | Lotto     | PKNS         |
| 2020          |           |              |